# Phaneropterinae
Phaneropterinae Burmeister, 1838 è una sottofamiglia di insetti ortotteri della famiglia Tettigoniidae, diffusa in tutti i continenti eccetto l'Antartide.

## Descrizione
Il nome della sottofamiglia deriva da quello del genere tipo Phaneroptera, che a sua volta è composto dalle parole greche phaner = visible e pteron = ala. Il termine fa riferimento al fatto che le ali di questi ortotteri, in posizione di riposo, sporgono al di fuori delle tegmine. Altre caratteristiche comuni alle diverse specie della sottofamiglia sono: una testa tondeggiante, non appiattita lateralmente, zampe con sezione quadrangolare, dotate di processi spinosi, tibie dotate di una struttura acustica, ovopositore corto e appiattito lateralmente, parzialmente coperto dall'addome.

## Biologia
La sottofamiglia raggruppa specie prevalentemente arboricole, che mostrano una notevole varietà di siti di ovodeposizione: alcune specie (p.es. Leptophyes spp.) utilizzano fessure della corteccia degli alberi, altre incollano le uova su ramoscelli  (Microcentrum spp.) o le iniettano nel midollo o tra gli strati epidermici del tessuto foliare (e.g. Euthyrrhachis spp. e Phaneroptera spp.), altre invece costruiscono dei veri e propri "nidi" di fango sugli alberi o sul terreno (Caedicia spp.).
Le ninfe di molte specie mimano l'aspetto di altri insetti: formiche (mirmecomorfismo), ragni o coleotteri. In alcune specie la schiusa delle uova coincide con la fioritura delle piante di Acacia e le ninfe, nei primi stadi, hanno una colorazione gialla simile a quella dei fiori della pianta ospite.

## Distribuzione e habitat
La sottofamiglia ha una distribuzione cosmopolita essendo diffusa in tutti i continenti eccetto l'Antartide. In Europa sono presenti i generi
Acrometopa, Ancistrura, Andreiniimon, Barbitistes, Isophya, Leptophyes, Metaplastes, Odontura, Phaneroptera, Poecilimon, Polysarcus e Tylopsis.

## Tassonomia

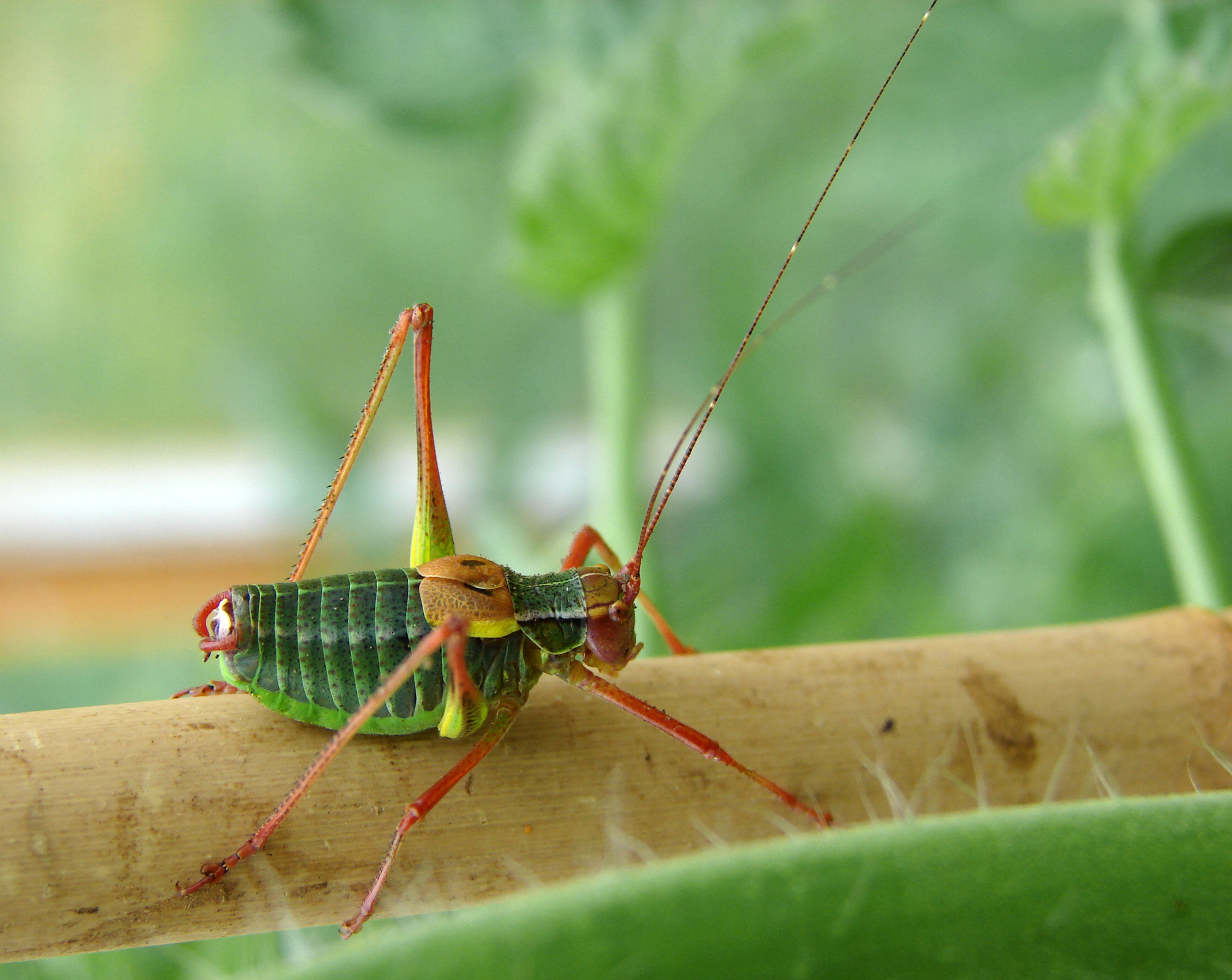
Barbitistes constrictus
Barbitistini

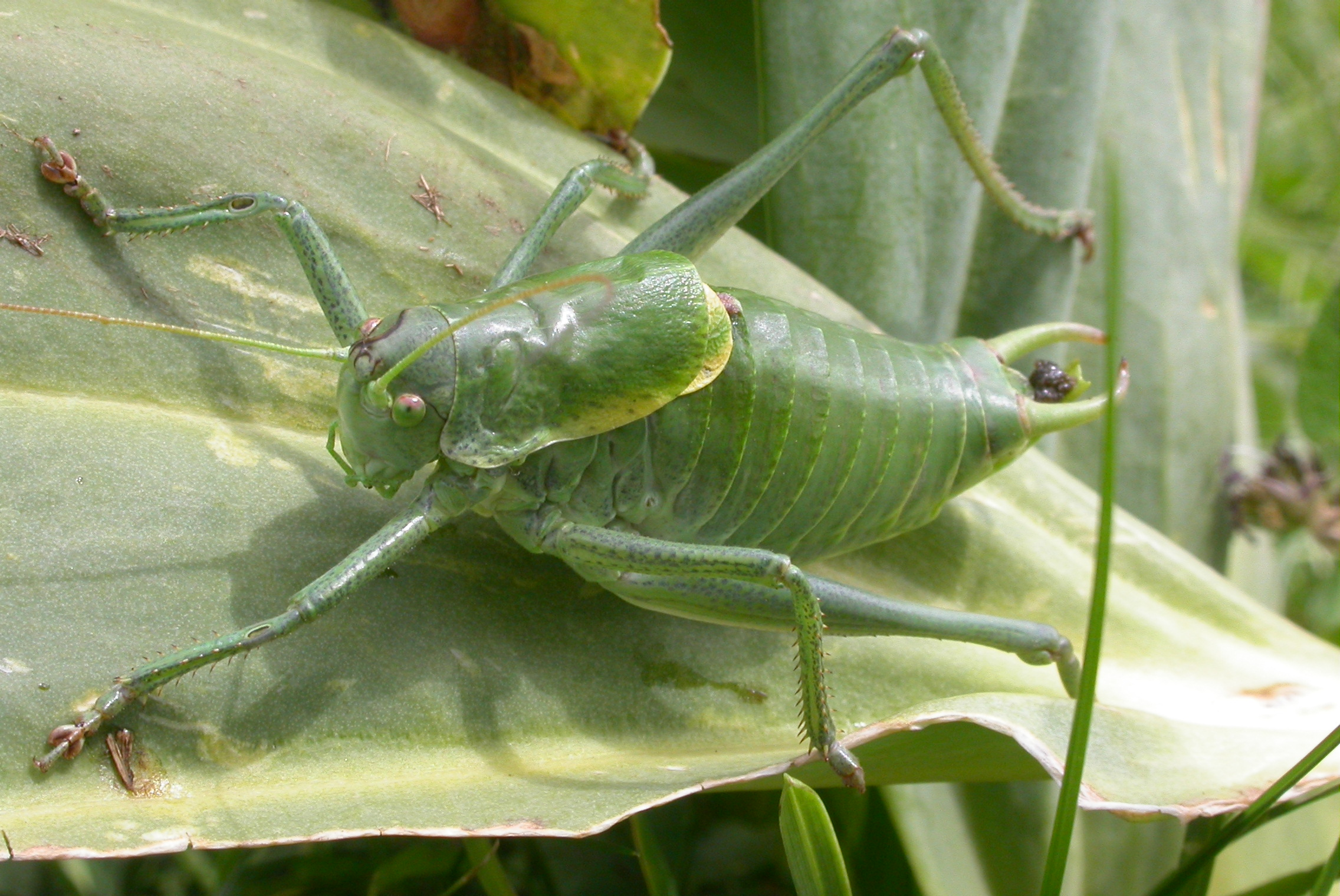
Polysarcus denticauda
Barbitistini

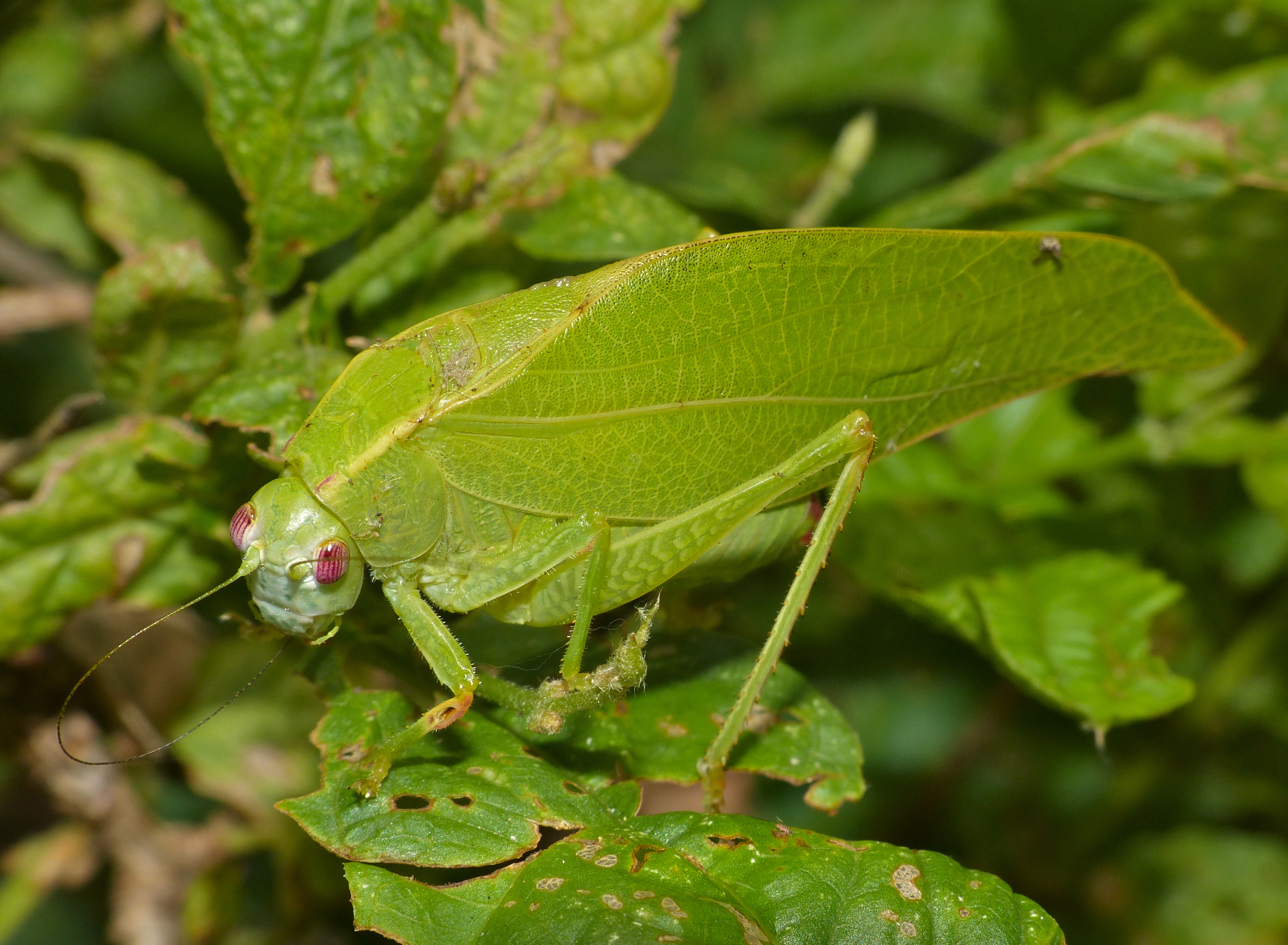
Catoptropteryx aurita
Catoptropterigini

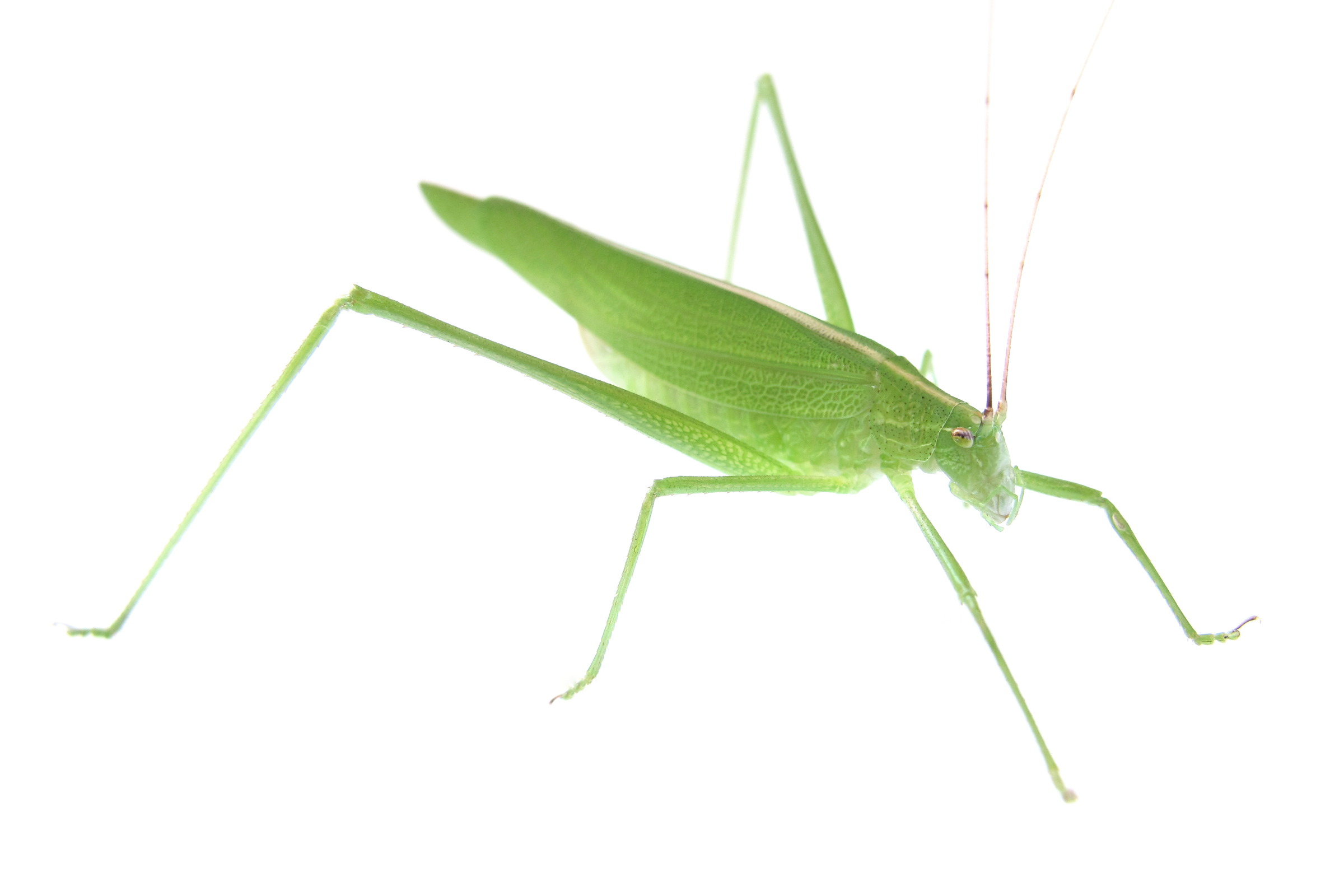
Ducetia japonica
Ducetiini

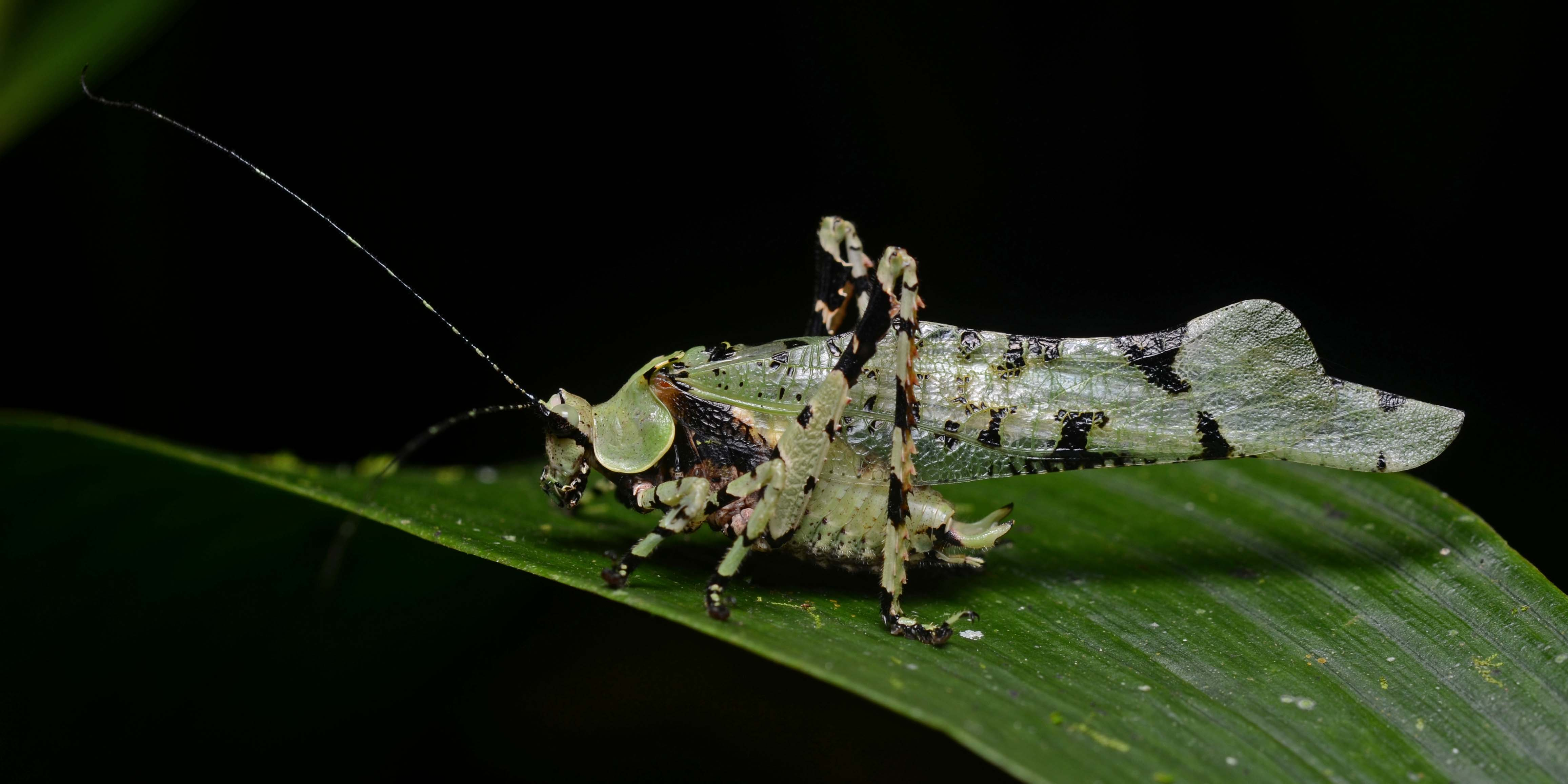
Dysonia holgeri
Dysoniini

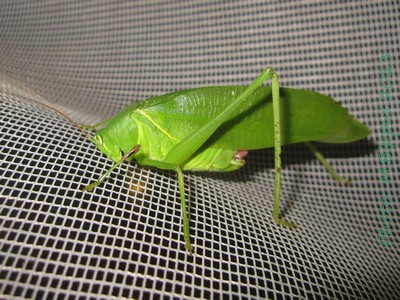
Holochlora biloba
Holochlorini

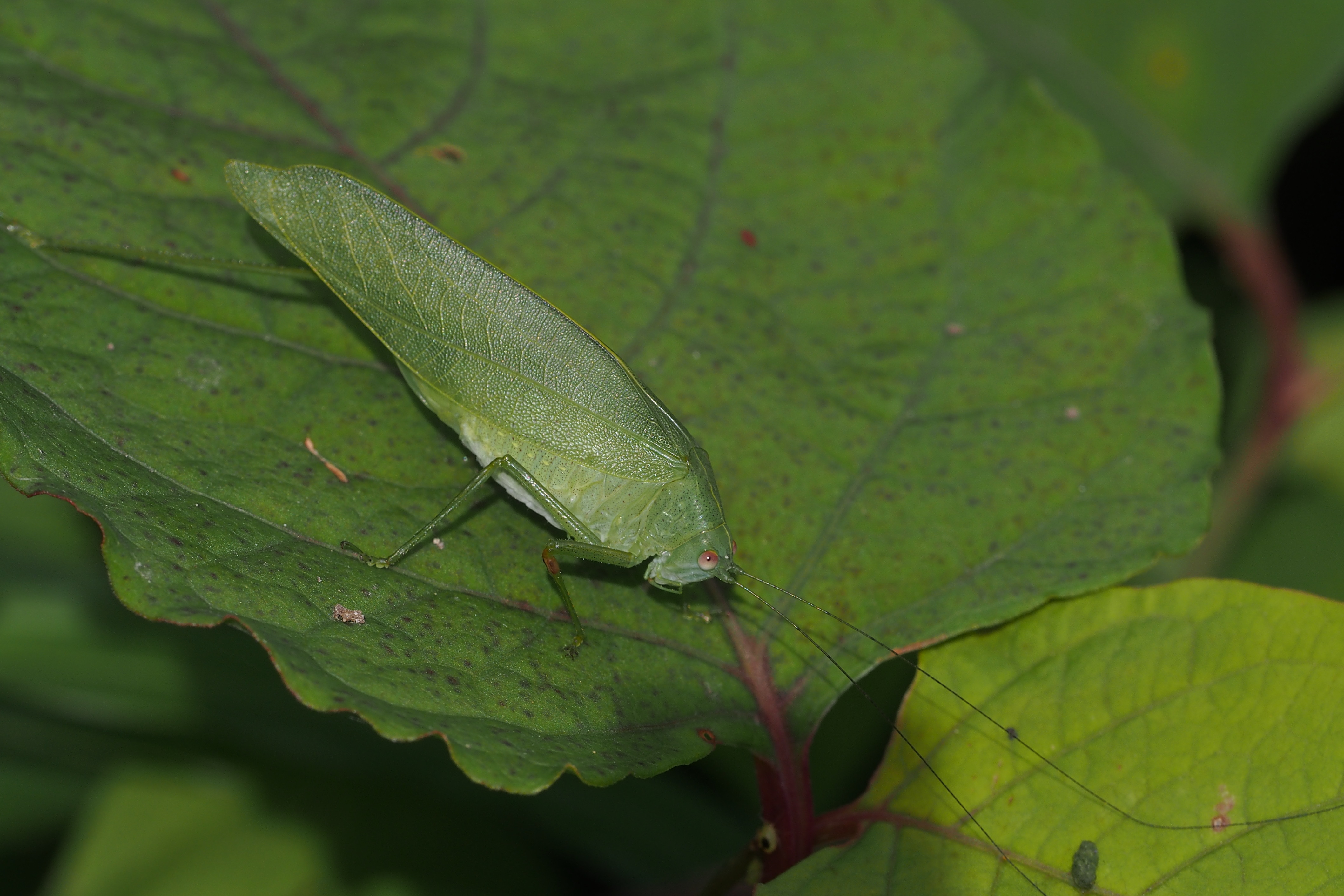
Phaulula macilenta
Holochlorini

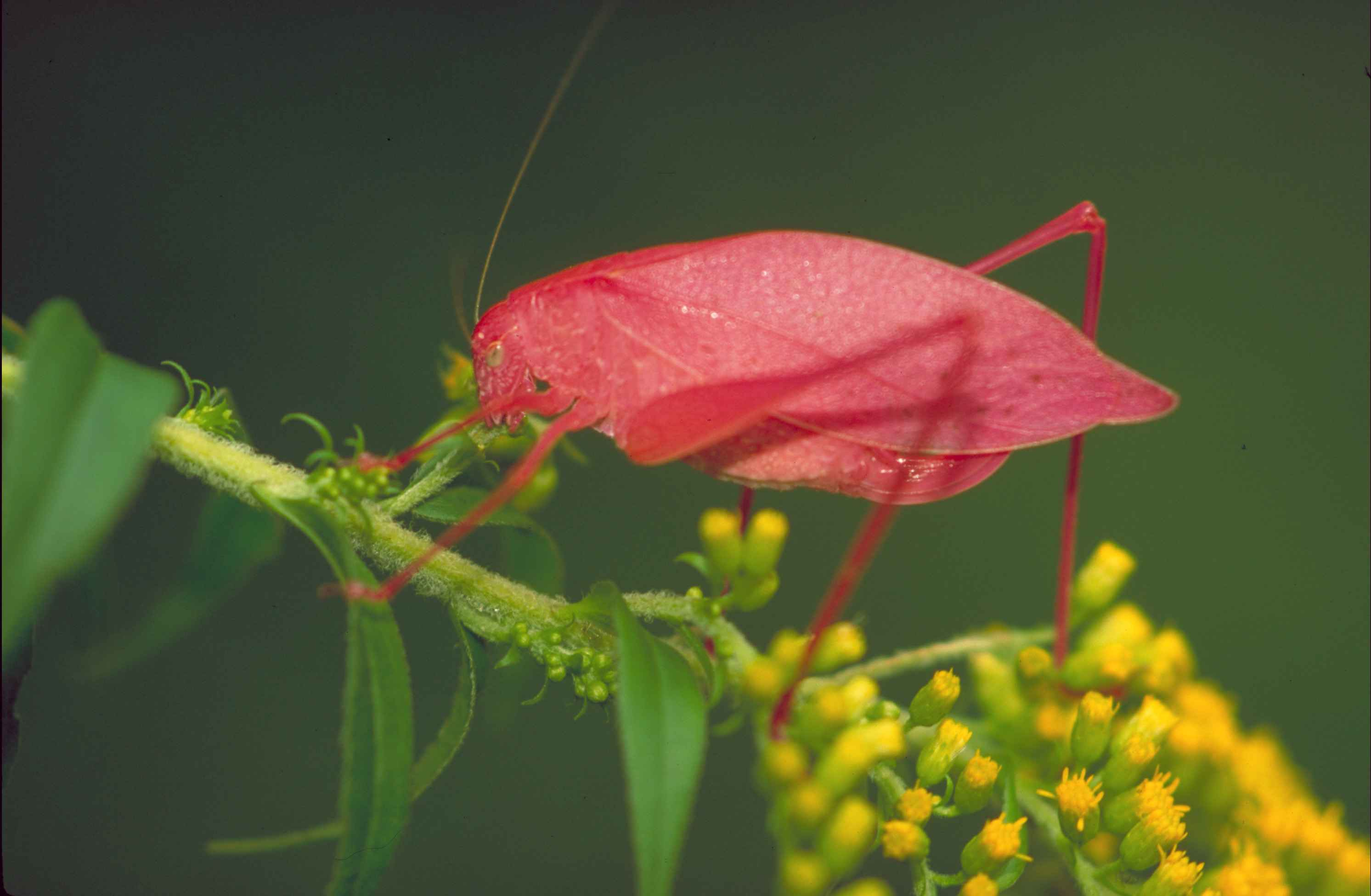
Microcentrum retinerve
Microcentrini

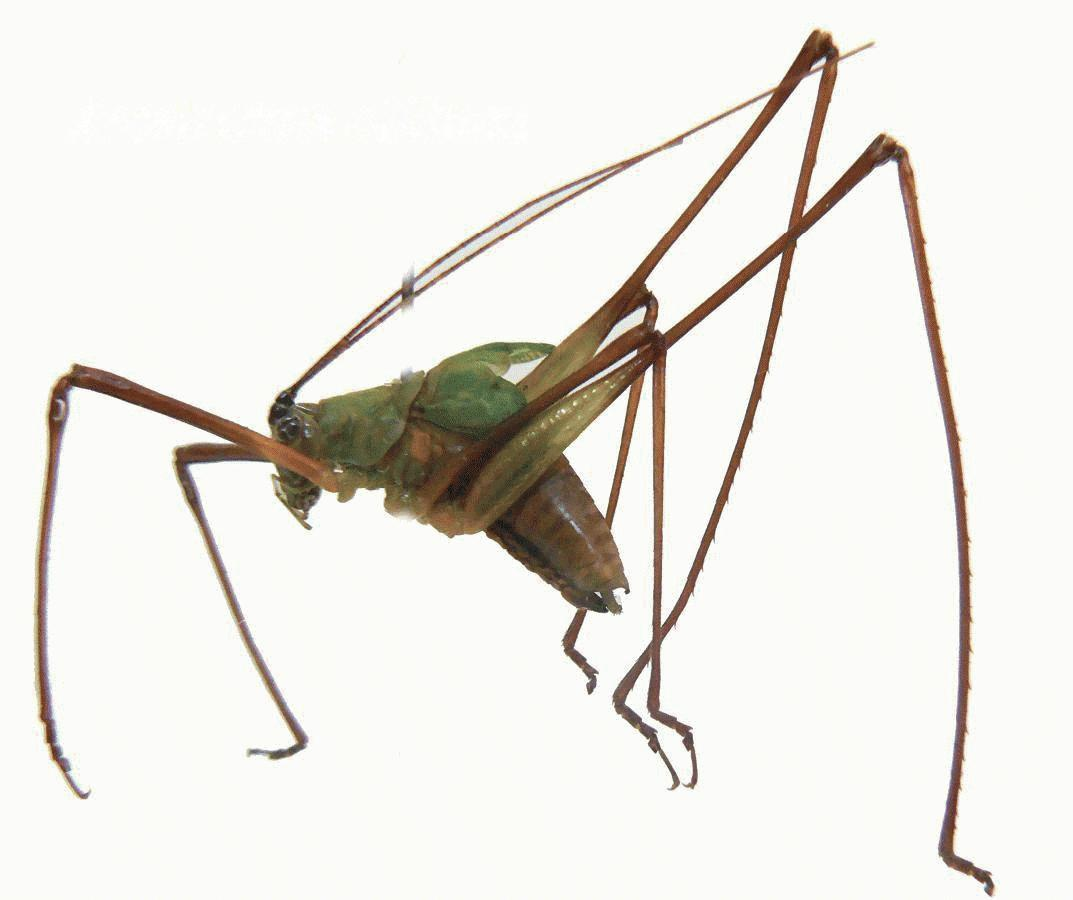
Arostratum oblitum
Odonturini

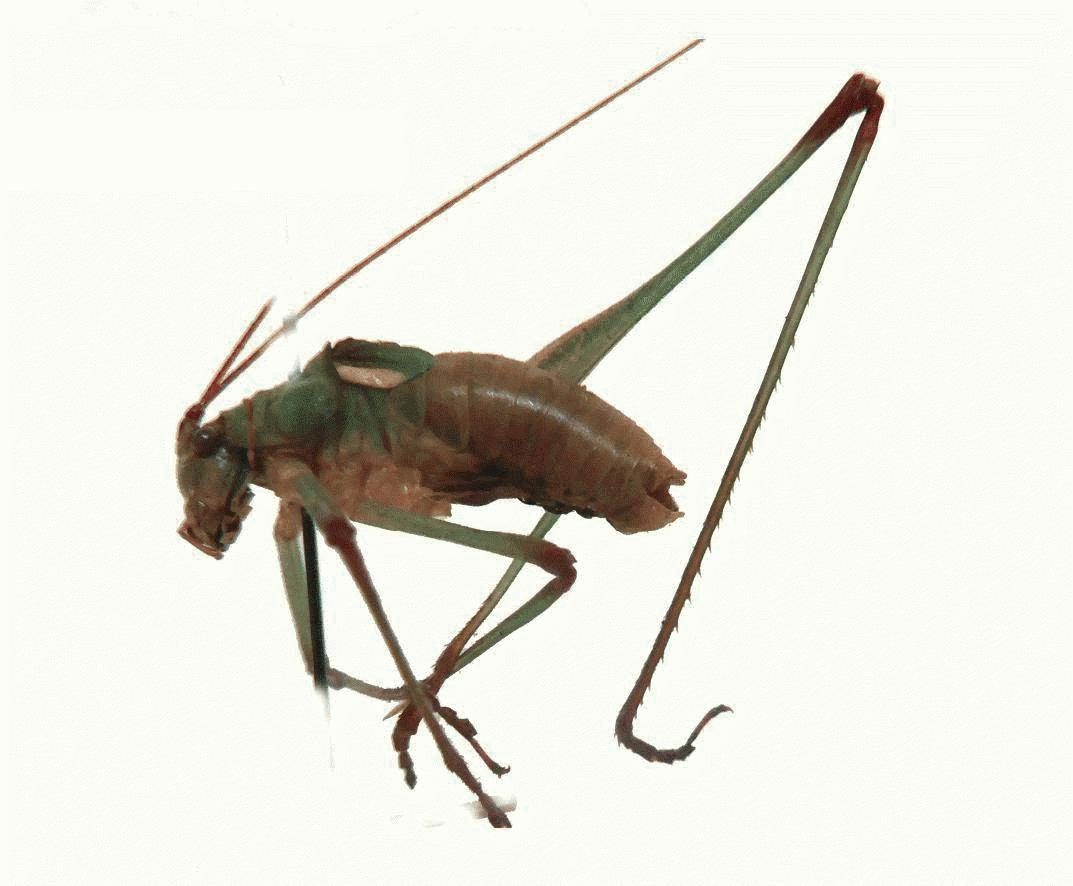
Atlasacris brevipennis
Odonturini

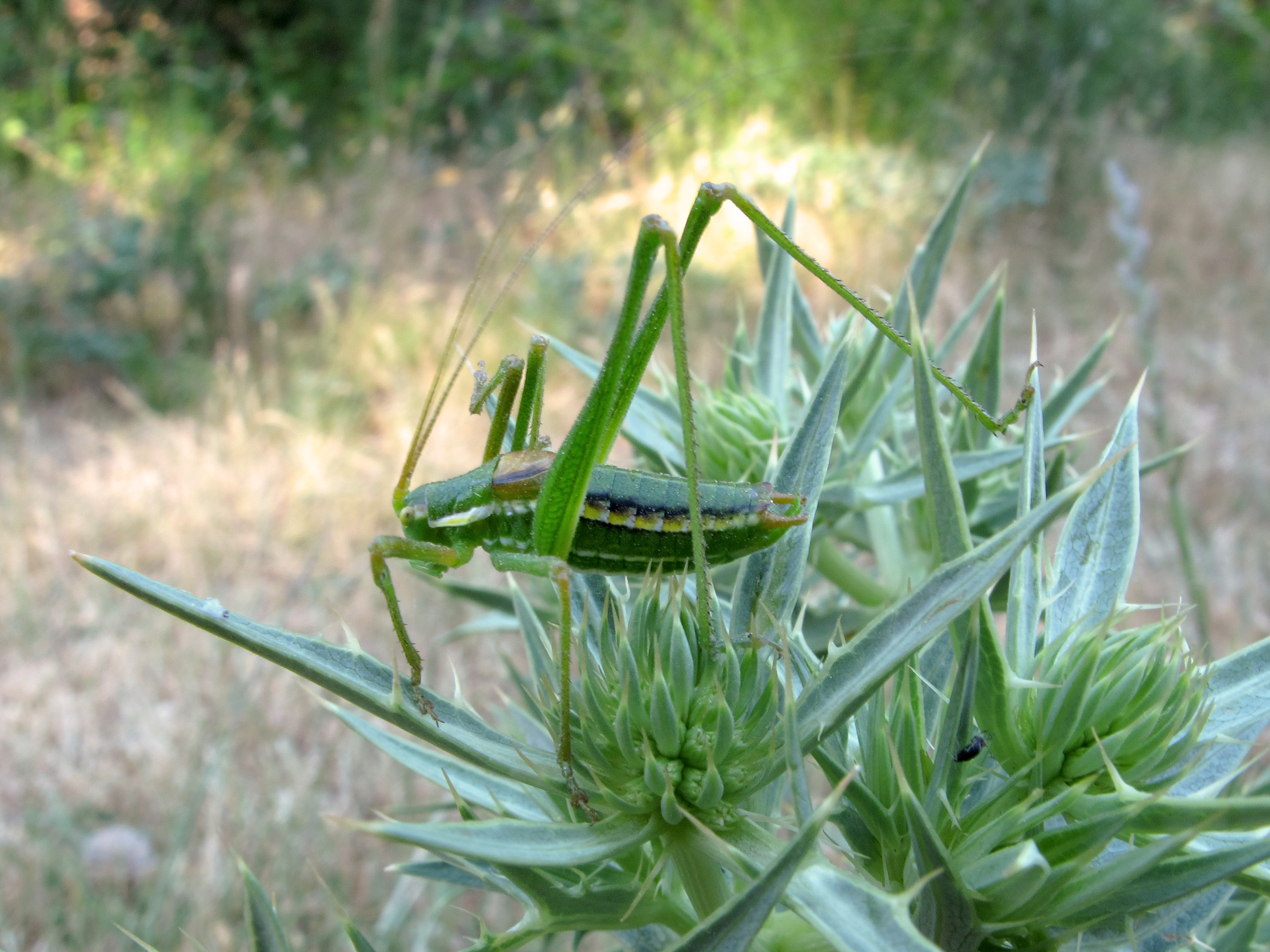
Odontura macphersoni
Odonturini

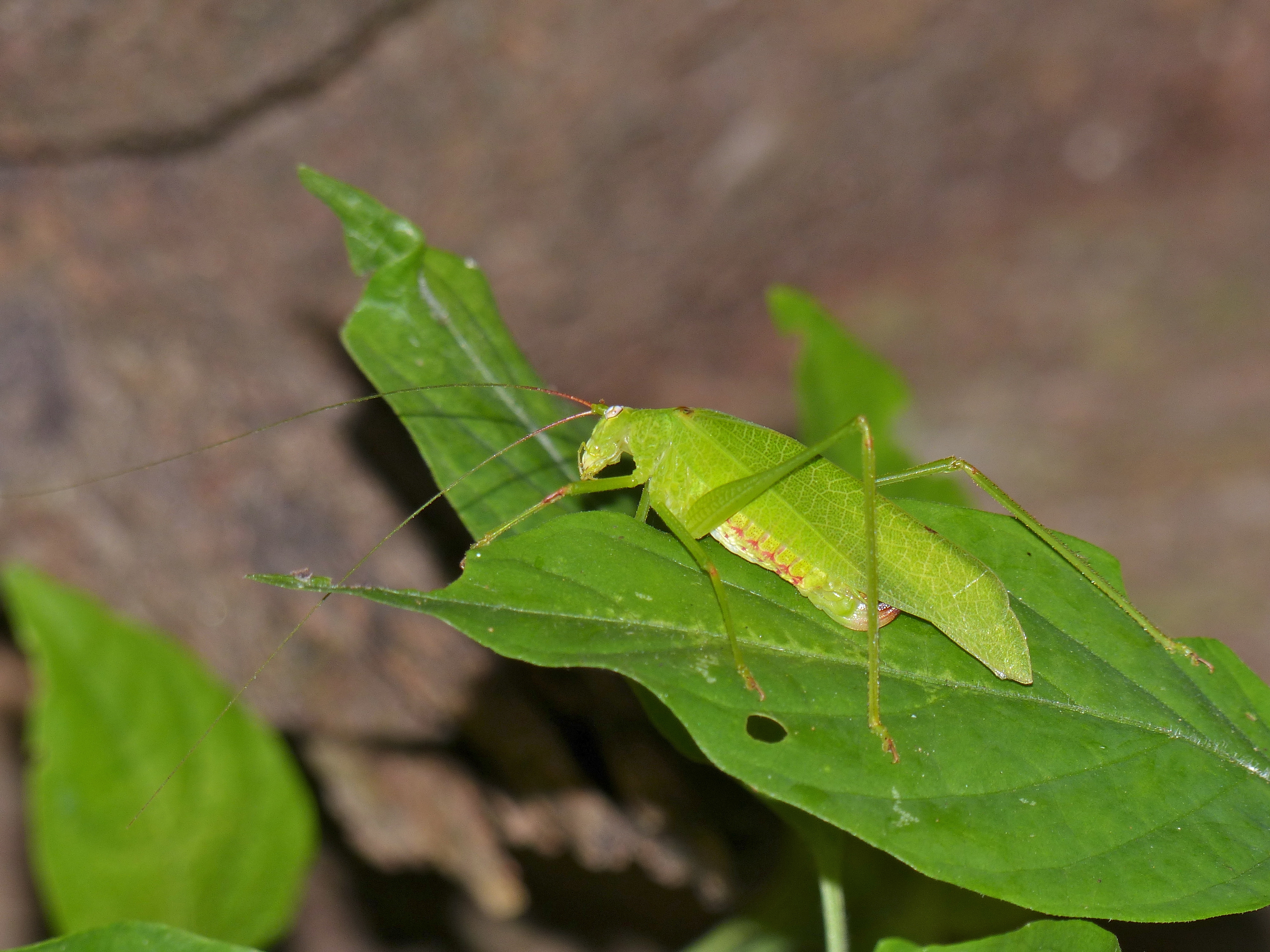
Melidia brunneri
Phaneropterini

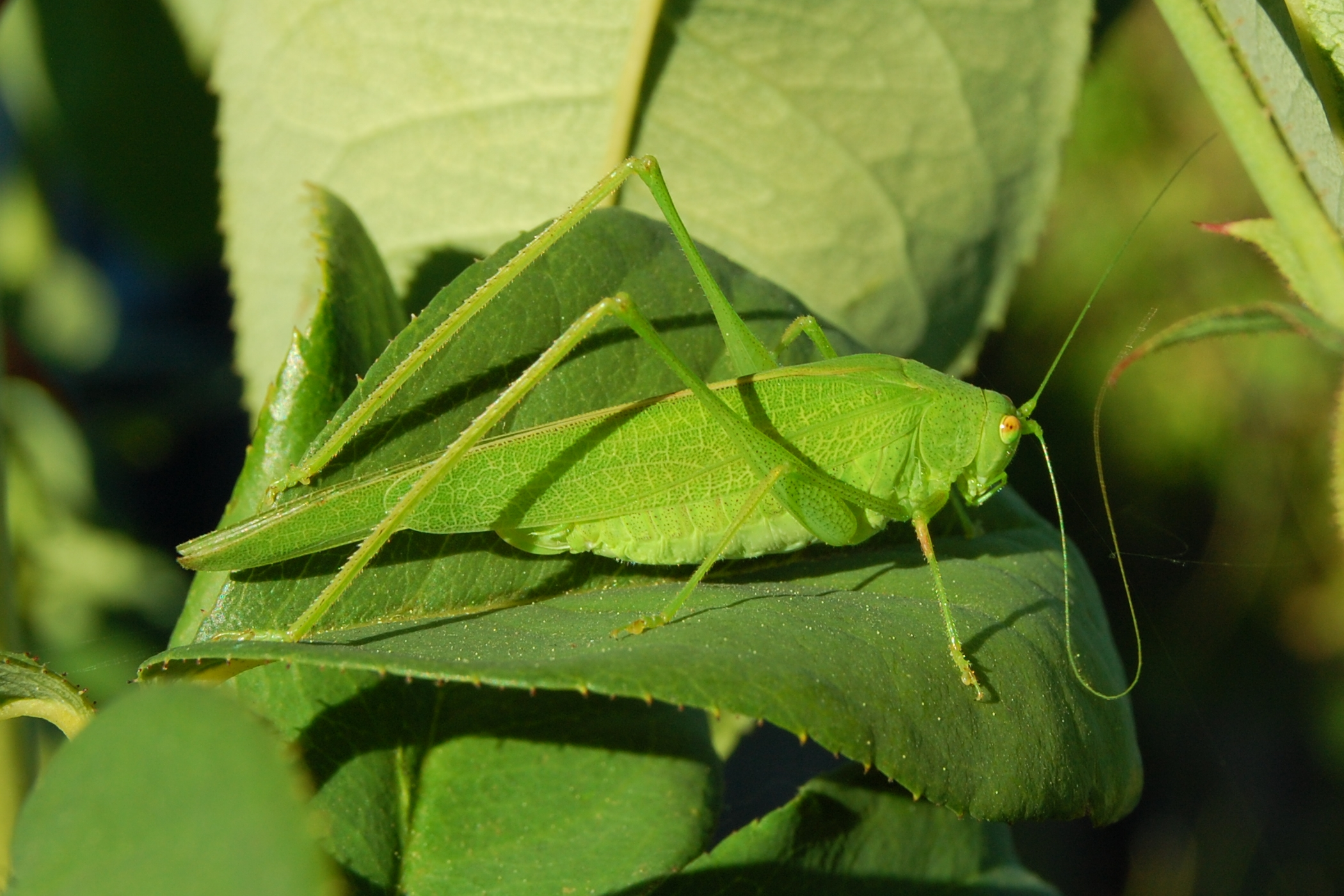
Phaneroptera nana
Phaneropterini

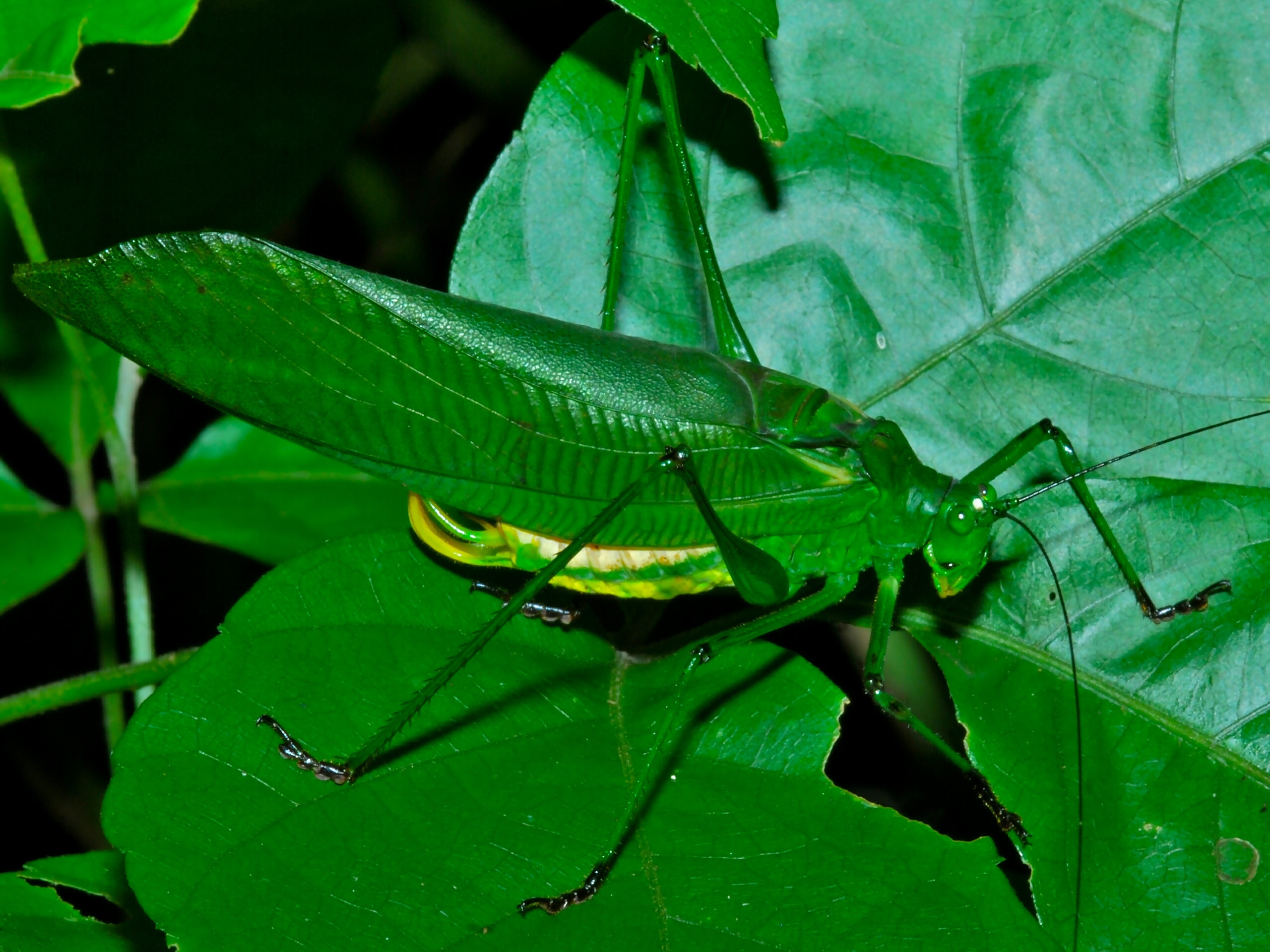
Zeuneria melanopeza
Poreuomenini

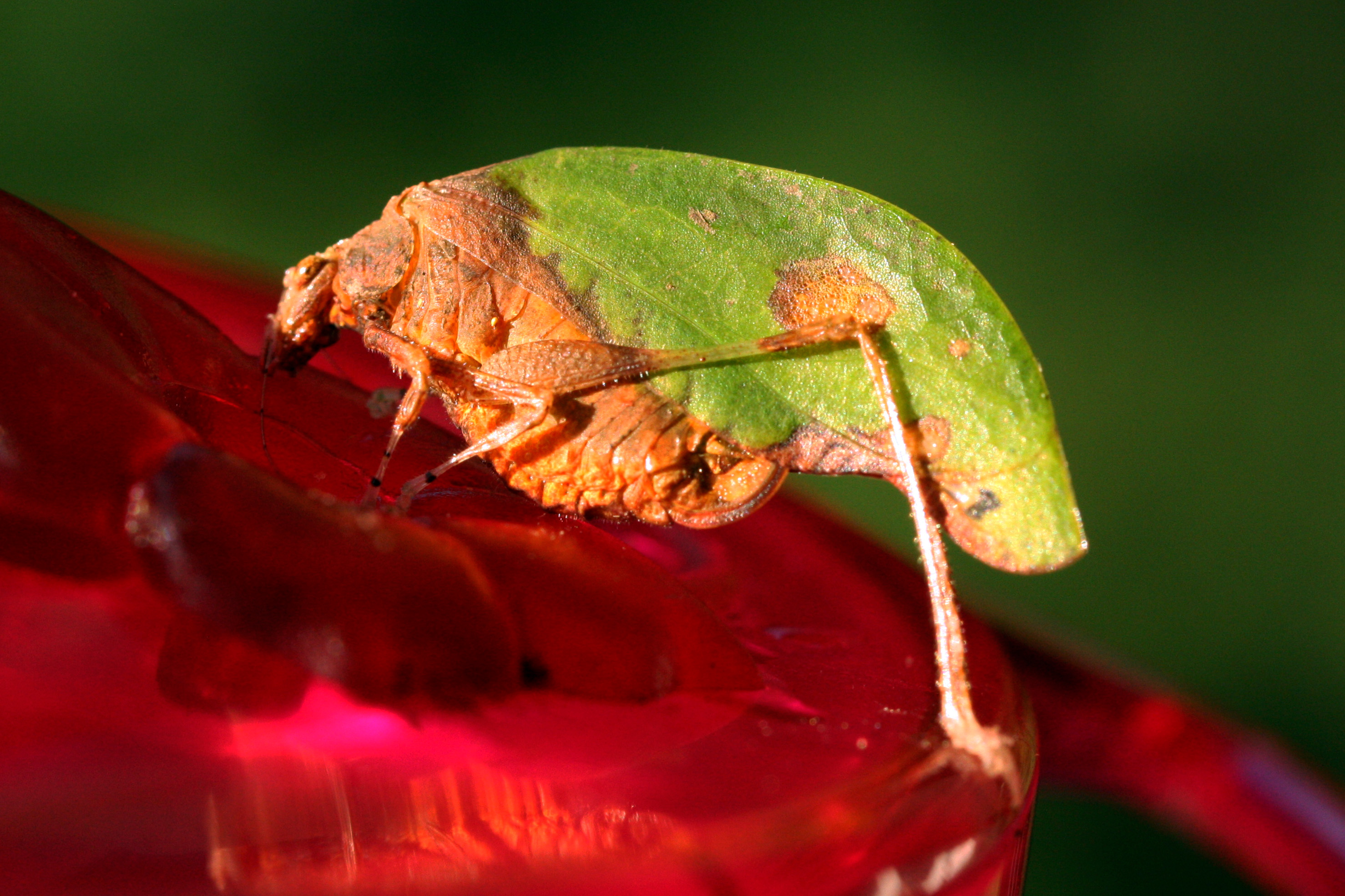
Pycnopalpa bicordata
Pycnopalpini

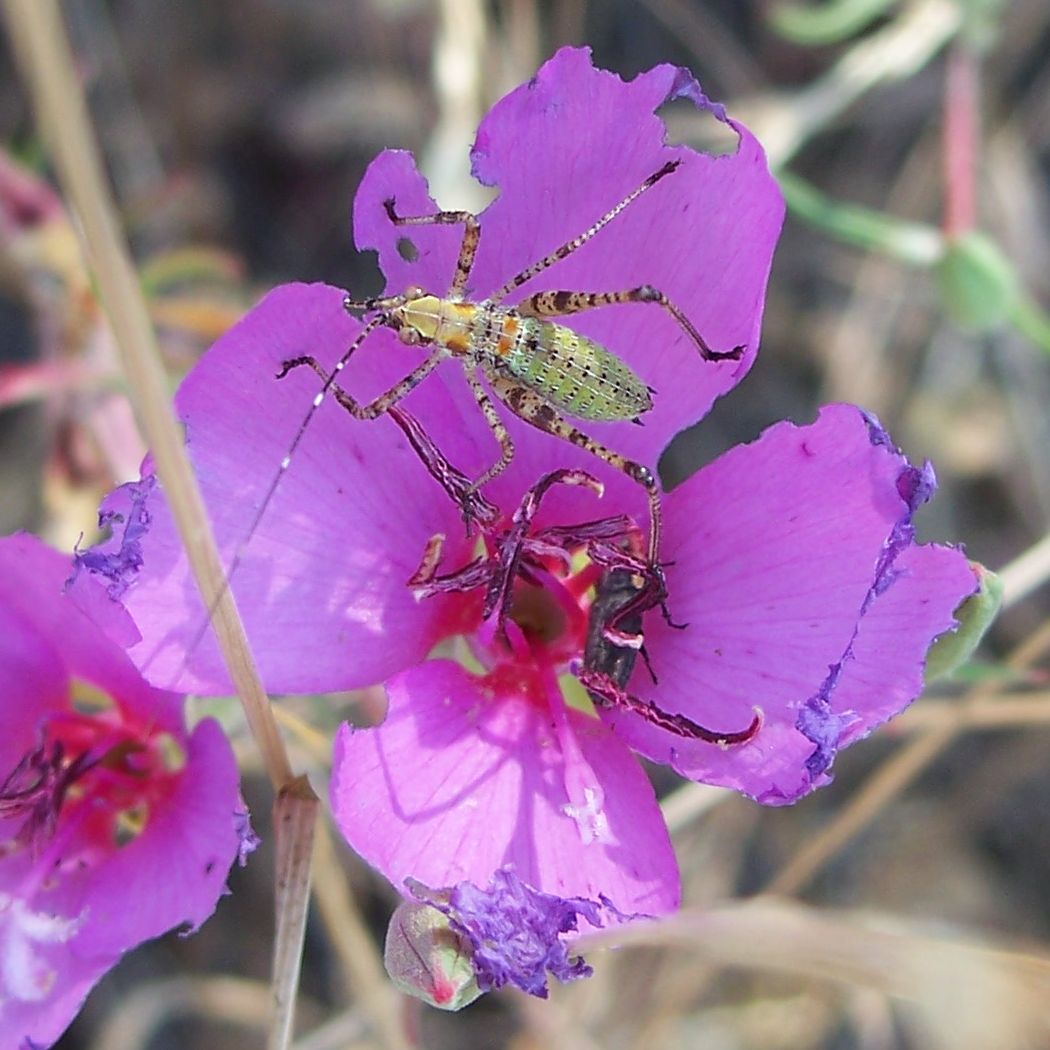
Scudderia furcata
Scudderiini

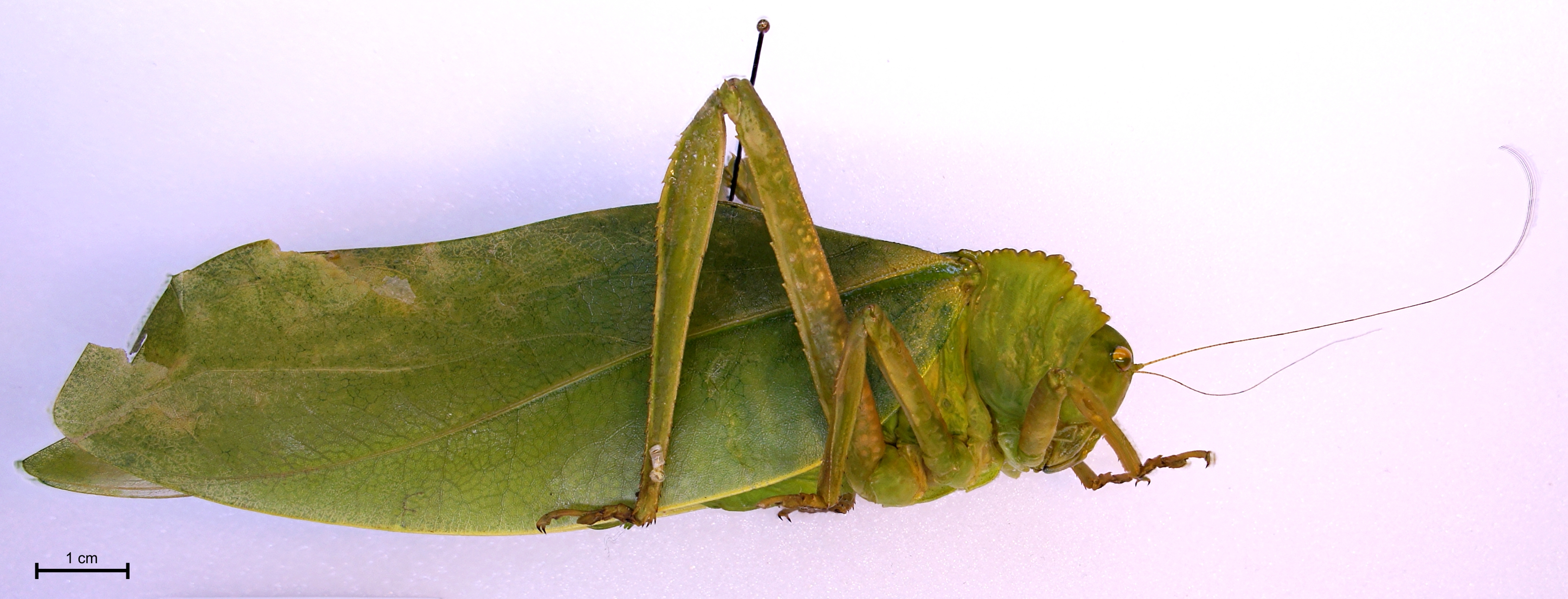
Steirodon ponderosum
Steirodontini

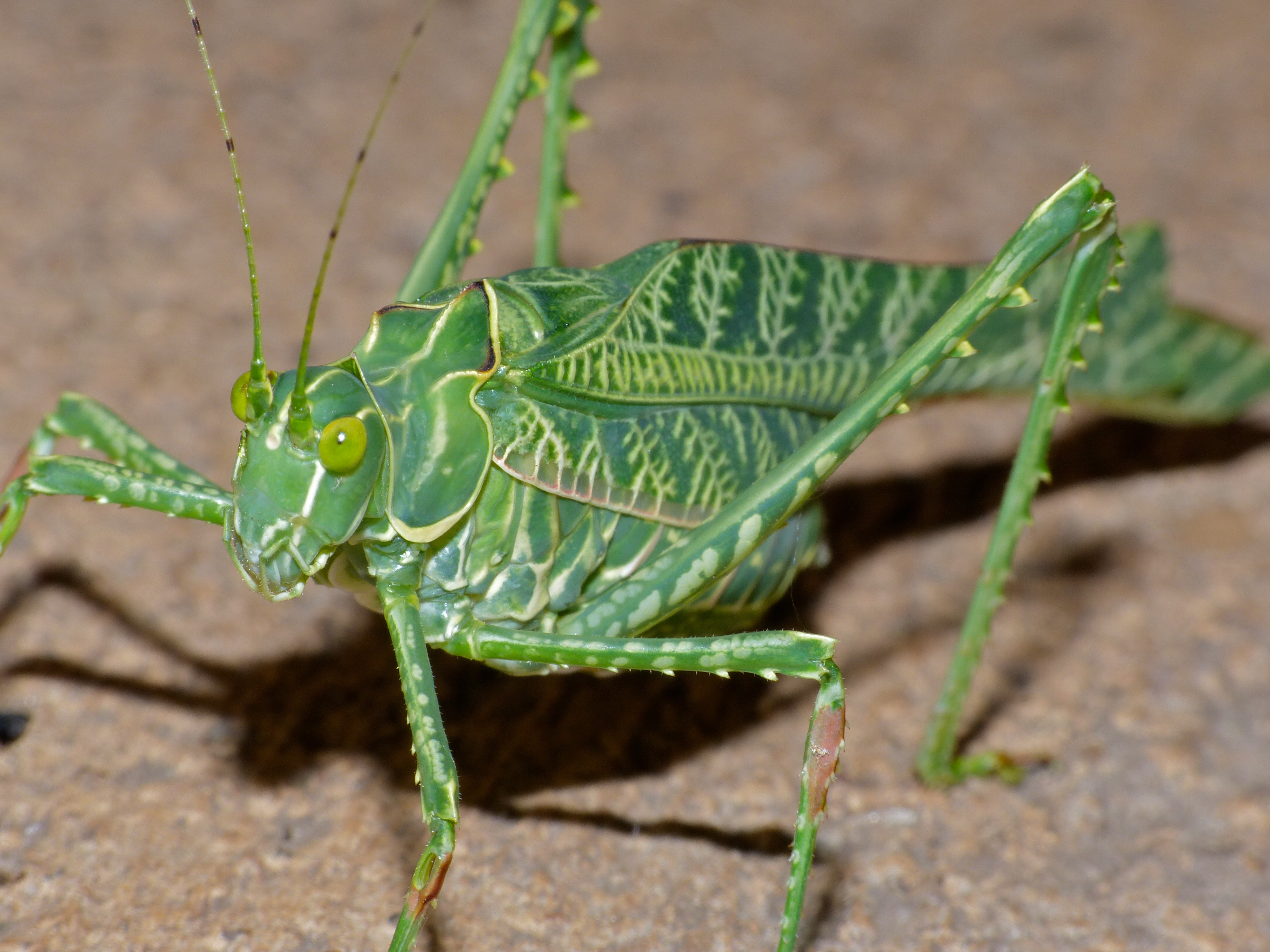
Terpnistria zebrata
Terpnistrini

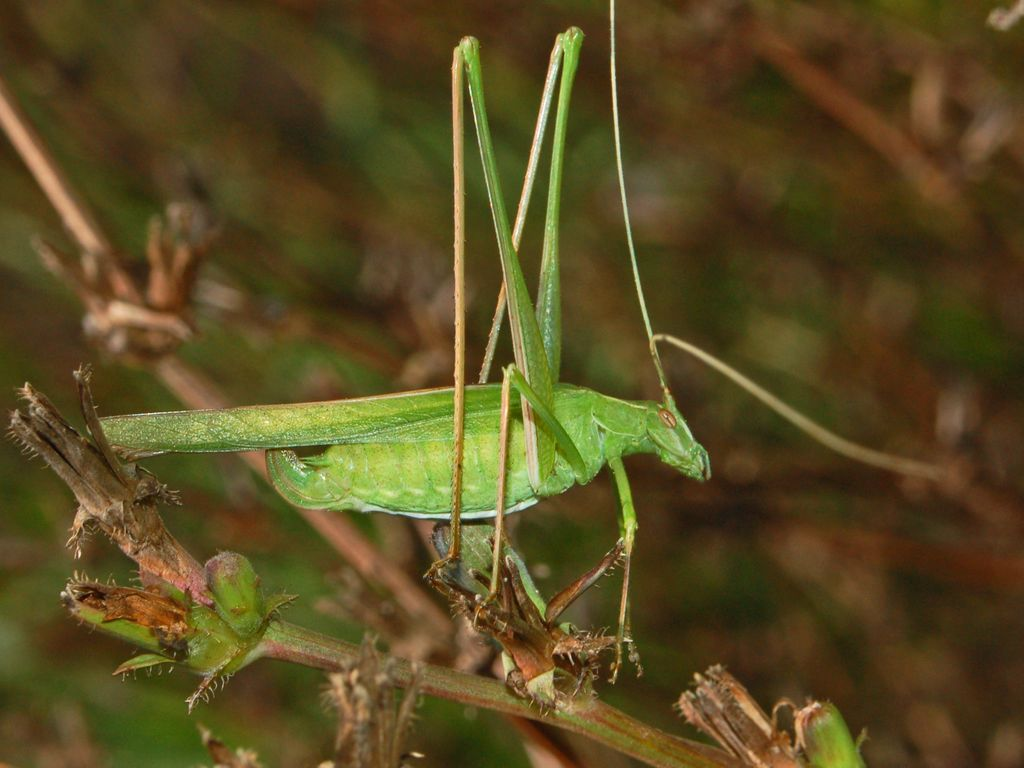
Tylopsis lilifolia
Tylopsidini

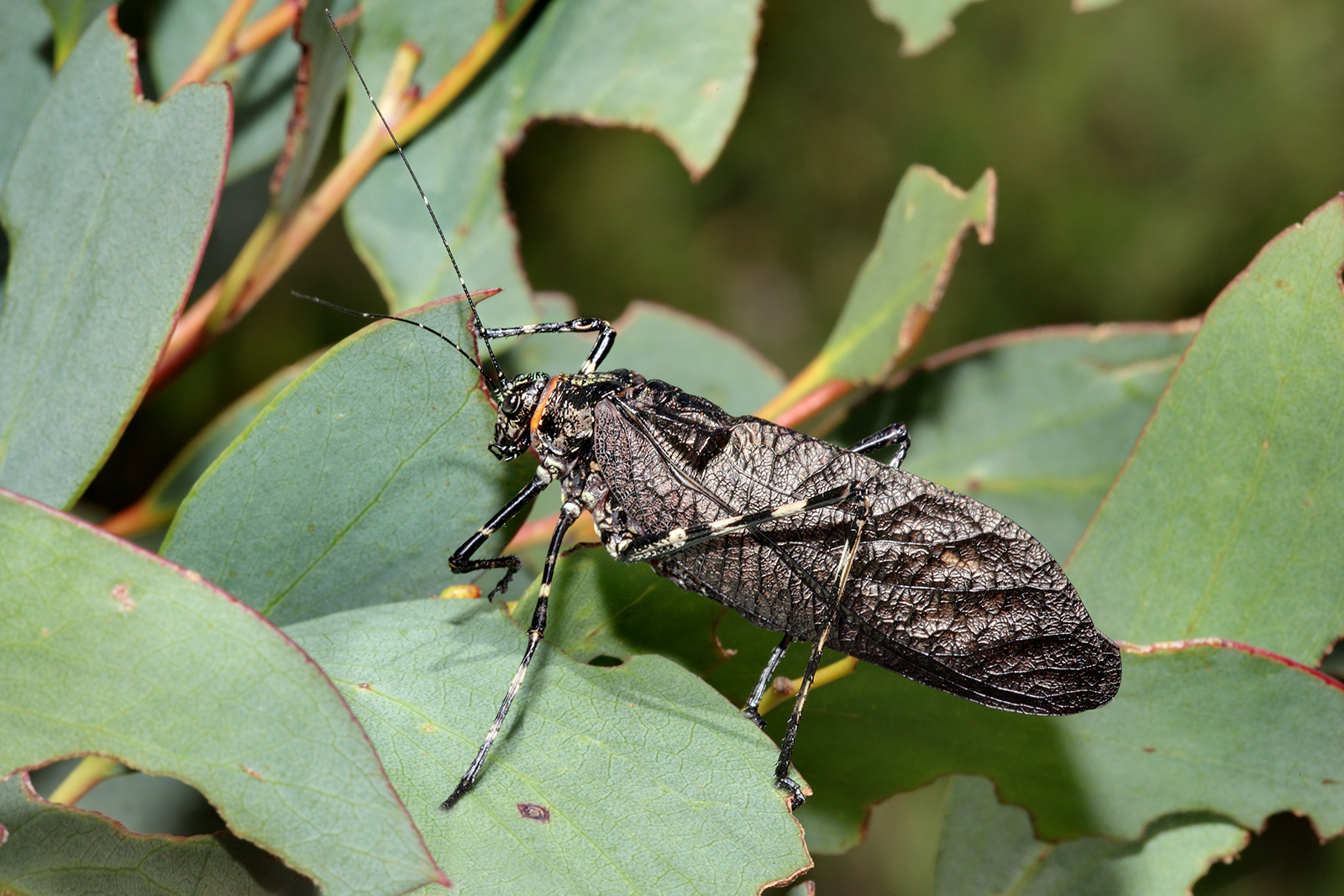
Acripeza reticulata
incertae sedis

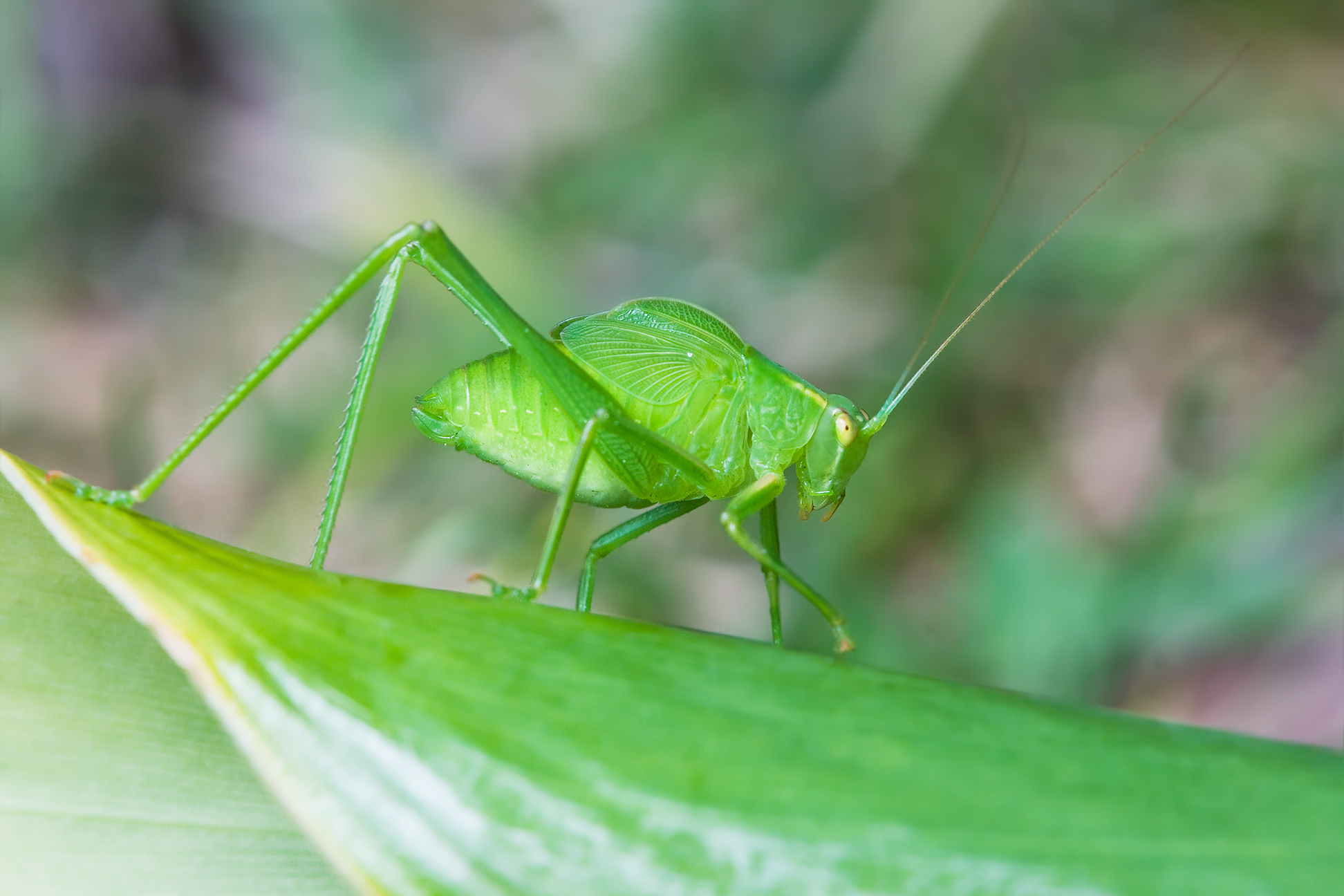
Caedicia simplex
incertae sedis

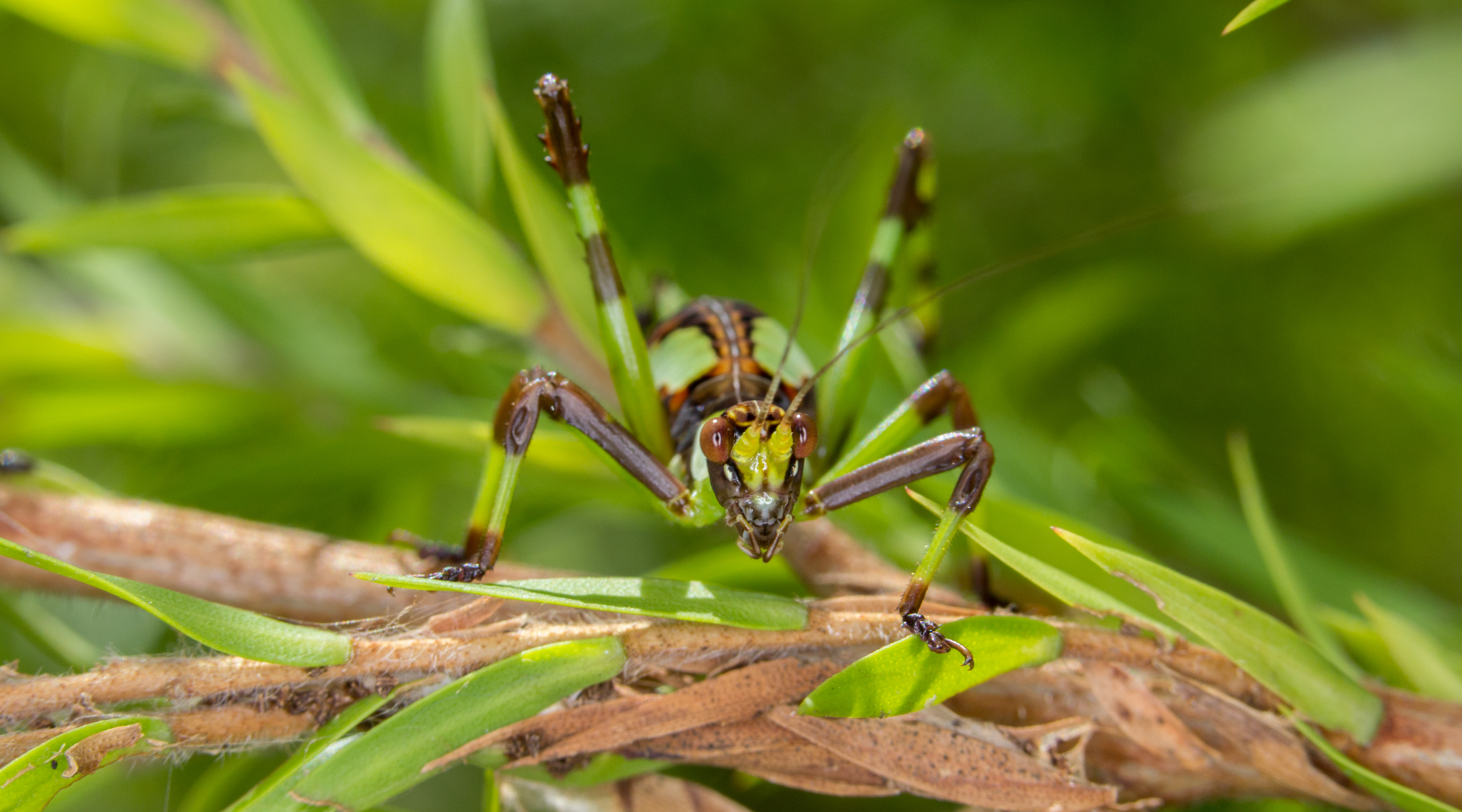
Ephippitytha trigintiduoguttata
incertae sedis

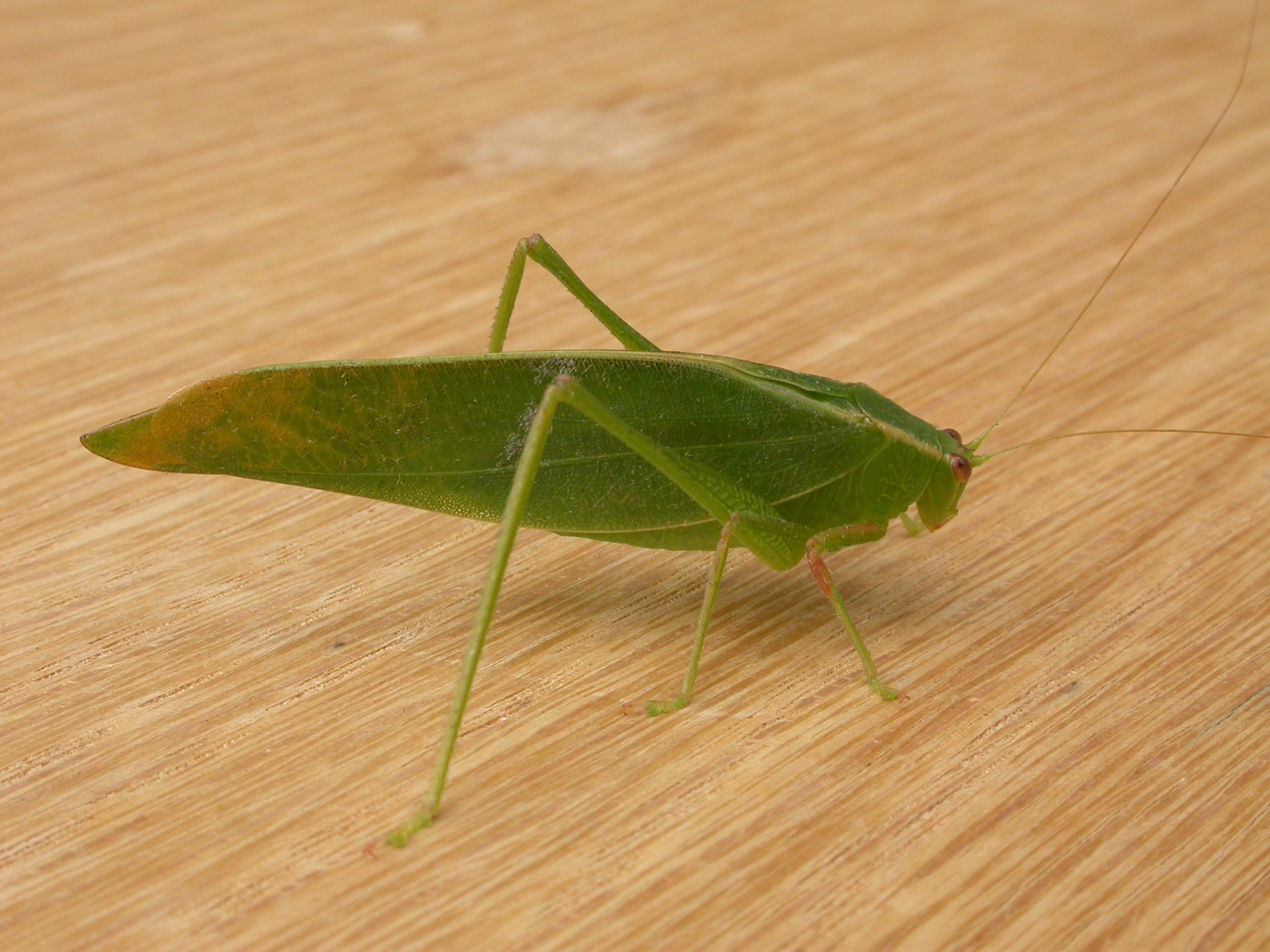
Torbia viridissima
incertae sedis

La sottofamiglia è suddivisa in 31 tribù comprendenti i seguenti generi:
- Tribù Acrometopini Brunner von Wattenwyl, 1878
  - Acrometopa Fieber, 1853
  - Altihoratosphaga Hemp, Voje, Heller, Warchalowska-Sliwa & Hemp, 2010
  - Conchotopoda Karsch, 1887
  - Horatosphaga Schaum, 1853
  - Lamecosoma Ragge, 1960
  - Peronura Karsch, 1889
  - Prosphaga Ragge, 1960

- Tribù Amblycoryphini Brunner von Wattenwyl, 1878
  - Agaurella Uvarov, 1939
  - Amblycorypha Stål, 1873
  - Eurycorypha Stål, 1873
  - Orophus Saussure, 1859
  - Oxygonatium Ragge, 1980
  - Plangiodes Chopard, 1954
  - Pseudoplangia Massa, 2014

- Tribù Arantiini Brunner von Wattenwyl, 1878
  - Arantia Stål, 1874

- Tribù Barbitistini Jacobson, 1905
  - Ancistrura Uvarov, 1921
  - Andreiniimon Capra, 1937
  - Barbitistes Charpentier, 1825
  - Dasycercodes Bei-Bienko, 1951
  - Euconocercus Bei-Bienko, 1950
  - Isoimon Bei-Bienko, 1954
  - Isophya Brunner von Wattenwyl, 1878
  - Kurdia Uvarov, 1916
  - Leptophyes Fieber, 1853
  - Metaplastes Ramme, 1939
  - Orthocercodes Bei-Bienko, 1951
  - Parapoecilimon Karabag, 1975
  - Phonochorion Uvarov, 1916
  - Poecilimon Fischer, 1853
  - Polysarcus Fieber, 1853

- Tribù Catoptropterigini Massa, 2016
  - Catoptropteryx Karsch, 1890
  - Griffinipteryx Massa, 2016

- Tribù Ducetiini Brunner von Wattenwyl, 1878
  - Abaxisotima Gorochov, 2005
  - Agnapha Brunner von Wattenwyl, 1891
  - Bulbistridulous Hsia & Liu, 1991
  - Ducetia Stål, 1874
  - Kuwayamaea Matsumura & Shiraki, 1908
  - Noia Walker, 1870
  - Paraducetia Gorochov & Kang, 2002
  - Paragnapha Willemse, 1923
  - Prohimerta Hebard, 1922
  - Shirakisotima Furukawa, 1963
  - Subibulbistridulous Shi, 2002

- Tribù Dysoniini Rehn, 1950
  - Anaphidna Gorochov & Cadena-Castañeda, 2012
  - Apolinaria Rehn, 1950
  - Dysonia White, 1862
  - Hammatofera Brunner von Wattenwyl, 1878
  - Lichenodraculus Braun, 2011
  - Lichenodentix Cadena-Castañeda, 2011
  - Lichenomorphus Cadena-Castañeda, 2011
  - Machima Brunner von Wattenwyl, 1878
  - Machimoides Rehn, 1950
  - Markia White, 1862
  - Paraphidnia Giglio-Tos, 1898
  - Quiva Hebard, 1927
  - Yungasacris Rehn, 1950

- Tribù Ectemnini Cadena-Castañeda, 2015
  - Ectemna Brunner von Wattenwyl, 1878
  - Euthyrrhachis Brunner von Wattenwyl, 1878

- Tribù Elimaeini Brunner von Wattenwyl, 1891
  - Ectadia Brunner von Wattenwyl, 1878
  - Elimaea Stål, 1874
  - Hemielimaea Brunner von Wattenwyl, 1878
  - Orthelimaea Karny, 1926

- Tribù Holochlorini Brunner von Wattenwyl, 1878
  - Ancylecha Serville, 1838
  - Arnobia Stål, 1876
  - Calopsyra Brunner von Wattenwyl, 1891
  - Casigneta Brunner von Wattenwyl, 1878
  - Cesasundana Koçak & Kemal, 2009
  - Dapanera Karsch, 1889
  - Elbenia Stål, 1876
  - Furnia Stål, 1876
  - Holochlora Stål, 1873
  - Leucopodoptera Rentz & Webber, 2003
  - Liotrachela Brunner von Wattenwyl, 1878
  - Molpa Walker, 1870
  - Parapsyra Carl, 1914
  - Phaulula Bolívar, 1906
  - Phygela Stål, 1876
  - Poecilopsyra Dohrn, 1892
  - Pseudopsyra Hebard, 1922
  - Psyrana Uvarov, 1940
  - Rectimarginalis Liu & Kang, 2007
  - Ruidocollaris Liu, 1993
  - Sinochlora Tinkham, 1945
  - Stibaroptera Bolívar, 1906
  - Stictophaula Hebard, 1922
  - Sympaestria Brunner von Wattenwyl, 1878
  - Tapiena Bolívar, 1906
  - Weissenbornia Karsch, 1888

- Tribù Insarini Rehn & Hebard, 1914
  - Arethaea Stål, 1876
  - Brachyinsara Rehn & Hebard, 1914
  - Insara Walker, 1869
  - Psilinsara Hebard, 1932

- Tribù Letanini Hebard, 1922
  - Himertula Uvarov, 1940
  - Letana Walker, 1869

- Tribù Microcentrini Brunner von Wattenwyl, 1878
  - Acropsis Uvarov, 1939
  - Anapolisia Piza, 1980
  - Apoballa Brunner von Wattenwyl, 1878
  - Ischyra Brunner von Wattenwyl, 1878
  - Lamprophyllum Hebard, 1924
  - Lobophyllus Saussure, 1859
  - Microcentrum Scudder, 1862
  - Petaloptera Saussure, 1859
  - Philophyllia Stål, 1873
  - Phoebolampta Brunner von Wattenwyl, 1878
  - Syntechna Brunner von Wattenwyl, 1878

- Tribù Mirolliini Brunner von Wattenwyl, 1878
  - Amirollia Ingrisch, 2011
  - Deflorita Bolívar, 1906
  - Hemimirollia Ingrisch, 2011
  - Hueikaeana Ingrisch, 1998
  - Mirollia Stål, 1873

- Tribù Odonturini Brunner von Wattenwyl, 1878
  - Acanthorintes Cohn, Swanson & Fontana, 2014
  - Angara Brunner von Wattenwyl, 1891
  - Anisophya Karabag, 1960
  - Arachnitus Hebard, 1932
  - Arostratum Massa, 2015
  - Atlasacris Rehn, 1914
  - Cohnia Buzzetti, Fontana & Carotti, 2010
  - Dichopetala Brunner von Wattenwyl, 1878
  - Gymnocerca Cohn, Swanson & Fontana, 2014
  - Mactruchus Cohn, Swanson & Fontana, 2014
  - Monticolaria Sjöstedt, 1909
  - Nanoleptopoda Braun, 2011
  - Obolopteryx Cohn, Swanson & Fontana, 2014
  - Odontura Rambur, 1838
  - Odonturoides Ragge, 1980
  - Parangara Rehn, 1945
  - Paraperopyrrhicia Ebner, 1915
  - Peropyrrhicia Brunner von Wattenwyl, 1891
  - Planipollex Cohn, Swanson & Fontana, 2014
  - Pterodichopetala Buzzetti, Barrientos Lozano & Rocha-Sánchez, 2010
  - Rhabdocerca Cohn, Swanson & Fontana, 2014
  - Xenicola Uvarov, 1940

- Tribù Otiaphysini Karsch, 1889
  - Debrona Walker, 1870
  - Tetraconcha Karsch, 1890

- Tribù Pardalotini Brunner von Wattenwyl, 1878
  - Pardalota Brunner von Wattenwyl, 1878
  - Poecilogramma Karsch, 1887

- Tribù Percynini Cadena-Castañeda, 2015
  - Percyna Grant, 1964
  - Sictuna Walker, 1869

- Tribù Phaneropterini Burmeister, 1838
  - Sottotribù Anaulacomerina Brunner von Wattenwyl, 1878
    - Abrodiaeta Brunner von Wattenwyl, 1891
    - Anaulacomera Stål, 1873
    - Grammadera Brunner von Wattenwyl, 1878
    - Mendesius Piza, 1960
    - Montealegrezia Cadena-Castañeda, 2012
    - Phaneropteroides Piza, 1971
    - Tenellulus Cadena-Castañeda, 2012

  - Sottotribù Pelecynotina Cadena-Castañeda, 2015
    - Pelecynotum Piza, 1967

  - Sottotribù Viadanina Cadena-Castañeda, 2012
    - Tomeophera Brunner von Wattenwyl, 1878
    - Viadana Walker, 1869

  - Sottotribù incertae sedis
    - Agennis Brunner von Wattenwyl, 1891
    - Chloroscirtus Saussure & Pictet, 1897
    - Dioncomena Brunner von Wattenwyl, 1878
    - Eucatopta Karsch, 1889
    - Melidia Stål, 1876
    - Nephoptera Uvarov, 1929
    - Parapyrrhicia Brunner von Wattenwyl, 1891
    - Phaneroptera Serville, 1831
    - Pleothrix Ragge, 1980
    - Symmetrokarschia Massa, 2015
    - Symmetroraggea Massa, 2015

- Tribù Phlaurocentrini Karsch, 1889
  - Buettneria Karsch, 1889
  - Leiodontocercus Chopard, 1954
  - Phlaurocentrum Karsch, 1889

- Tribù Phyllopterini Brunner von Wattenwyl, 1878
  - Sottotribù Phyllopterina Brunner von Wattenwyl, 1878
    - Apocerycta Brunner von Wattenwyl, 1878
    - Arota Brunner von Wattenwyl, 1891
    - Cephalophylloptera Cadena-Castañeda, 2015
    - Hyperphorina Cadena-Castañeda, 2015
    - Hyperphrona Brunner von Wattenwyl, 1878
    - Itarissa Walker, 1869
    - Julchiella Cadena-Castañeda, 2015
    - Meneghelia Piza, 1980
    - Metaprosagoga Vignon, 1930
    - Phrixa Stål, 1874
    - Phylloptera Serville, 1831
    - Resecabimus Cadena-Castañeda, 2015

  - Sottotribù Uberabina Cadena-Castañeda, 2015
    - Polichnodes Giglio-Tos, 1898
    - Uberaba Bruner, 1915

- Tribù Plagiopleurini Brunner von Wattenwyl, 1878
  - Diplophyllus Saussure, 1859
  - Parableta Brunner von Wattenwyl, 1878
  - Plagiopleura Stål, 1873

- Tribù Plangiopsidini Cadena-Castañeda, 2015
  - Plangiola Bolívar, 1906
  - Plangiopsis Karsch, 1889

- Tribù Poreuomenini Brunner von Wattenwyl, 1878
  - Cestromoecha Karsch, 1893
  - Gravenreuthia Karsch, 1892
  - Morgenia Karsch, 1890
  - Poreuomena Brunner von Wattenwyl, 1878
  - Zeuneria Karsch, 1889

- Tribù Pycnopalpini Cadena-Castañeda, 2014
  - Sottotribù Pycnopalpina Cadena-Castañeda, 2014
    - Hetaira Brunner von Wattenwyl, 1891
    - Montezumina Hebard, 1925
    - Pycnopalpa Serville, 1838
    - Topana Walker, 1869

  - Sottotribù Theiina Cadena-Castañeda, 2014
    - Dolichocercus Rehn & Hebard, 1914
    - Oxyprorella Giglio-Tos, 1898
    - Theia Brunner von Wattenwyl, 1891
    - Theiella Cadena-Castañeda, 2014

- Tribù Scudderiini Brunner von Wattenwyl, 1878
  - Aganacris Walker, 1871
  - Caroliniella Cadena-Castañeda, 2015
  - Ceraia Brunner von Wattenwyl, 1891
  - Ceraiaella Hebard, 1933
  - Euceraia Hebard, 1927
  - Harroweria Hebard, 1927
  - Homotoicha Brunner von Wattenwyl, 1891
  - Inscudderia Caudell, 1921
  - Parascudderia Brunner von Wattenwyl, 1891
  - Phanerocercus Piza, 1980
  - Scudderia Stål, 1873
  - Theudoria Stål, 1874
  - Vellea Walker, 1869
  - Zenirella Piza, 1973

- Tribù Steirodontini Brunner von Wattenwyl, 1878
  - Cnemidophyllum Rehn, 1917
  - Emsleyfolium Cadena-Castañeda, Mendes & Alves-Oliveira, 2016
  - Steirodon Serville, 1831
  - Stilpnochlora Stål, 1873

- Tribù Terpnistrini Brunner von Wattenwyl, 1878
  - Diogena Brunner von Wattenwyl, 1878
  - Gelotopoia Brunner von Wattenwyl, 1891
  - Terpnistria Stål, 1873
  - Terpnistrioides Ragge, 1980
  - Tropidophrys Karsch, 1896

- Tribù Trigonocoryphini Bei-Bienko, 1954
  - Cosmozoma Karsch, 1889
  - Megotoessa Karsch, 1889
  - Trigonocorypha Stål, 1873

- Tribù Tylopsidini Jacobson, 1905
  - Tylopsis Fieber, 1853

- Tribù Vossiini Cadena-Castañeda, 2015
  - Sottotribù Vossiina Cadena-Castañeda, 2015
    - Azamia Bolívar, 1906
    - Vossia Brunner von Wattenwyl, 1891

  - Sottotribù Xantiina Cadena-Castañeda, 2015
    - Paraxantia Liu & Kang, 2009
    - Xantia Brunner von Wattenwyl, 1878

- incertae sedis
  - gruppo Acridopezae Brunner von Wattenwyl, 1878
    - Acripeza Guérin-Méneville, 1832

  - gruppo Aegimiae Brunner von Wattenwyl, 1878
    - Aegimia Stål, 1874

  - gruppo Aniarae Brunner von Wattenwyl, 1878
    - Aniarella Bolívar, 1906
    - Burgilis Stål, 1873
    - Corymeta Brunner von Wattenwyl, 1878
    - Coryphoda Brunner von Wattenwyl, 1878
    - Hyperophora Brunner von Wattenwyl, 1878
    - Pseudoburgilis Brunner von Wattenwyl, 1878
    - Tetana Brunner von Wattenwyl, 1878

  - gruppo Centroferae Brunner von Wattenwyl, 1878
    - Centrofera Brunner von Wattenwyl, 1878

  - gruppo Cosmophylla Brunner von Wattenwyl, 1878
    - Cosmophyllum Blanchard, 1851
    - Engonia Brunner von Wattenwyl, 1878
    - Marenestha Brunner von Wattenwyl, 1878
    - Ozphyllum Rentz, Su & Ueshima, 2007
    - Paracosmophyllum Brunner von Wattenwyl, 1891
    - Stenophyllia Brunner von Wattenwyl, 1878

  - gruppo Dysmorphae Brunner von Wattenwyl, 1878
    - Dysmorpha Brunner von Wattenwyl, 1878

  - gruppo Ephippithytae Brunner von Wattenwyl, 1878
    - Alectoria Brunner von Wattenwyl, 1879
    - Caedicia Stål, 1874
    - Currimundria Rentz, Su & Ueshima, 2008
    - Diastella Brunner von Wattenwyl, 1878
    - Dicorypha Krauss, 1902
    - Ephippitytha Serville, 1838
    - Kurandoptera Rentz, Su & Ueshima, 2008
    - Polichne Stål, 1874
    - Protina Brunner von Wattenwyl, 1879
    - Symmachis Brunner von Wattenwyl, 1878
    - Torbia Walker, 1869

  - gruppo Eurypalpae Brunner von Wattenwyl, 1878
    - Ceratopompa Karsch, 1890
    - Zulpha Walker, 1870

  - gruppo Isopserae Brunner von Wattenwyl, 1878
    - Isopsera Brunner von Wattenwyl, 1878
    - Pelerinus Bolívar, 1906
    - Pseudopyrrhizia Brunner von Wattenwyl, 1891

  - gruppo Karschiae Brunner von Wattenwyl, 1891
    - Drepanophyllum Karsch, 1890

  - gruppo Leptoderae Brunner von Wattenwyl, 1878
    - Leptoderes Serville, 1838

  - gruppo Plangiae Cadena-Castañeda, 2015
    - Monteiroa Karsch, 1889
    - Plangia Stål, 1873

  - gruppo Preussiae Karsch, 1890
    - Preussia Karsch, 1890

  - gruppo Pseudophaneropterae Brunner von Wattenwyl, 1878
    - Pseudophaneroptera Brunner von Wattenwyl, 1878

  - gruppo Scambophylla Brunner von Wattenwyl, 1878
    - Scambophyllum Brunner von Wattenwyl, 1878

  - gruppo Scaphurae Westwood, 1838
    - Scaphura Kirby, 1825

  - gruppo Taeniomenae Brunner von Wattenwyl, 1878
  - Elephantodeta Brunner von Wattenwyl, 1878
    - Tinzeda Walker, 1869

  - gruppo Turpiliae Brunner von Wattenwyl, 1878
    - Turpilia Stål, 1874
    - Turpiliodes Hebard, 1932

  - Alloducetia Hsia & Liu, 1993
  - Anchispora Brunner von Wattenwyl, 1891
  - Angustithorax Massa, 2015
  - Anisotochra Karsch, 1889
  - Anormalous Liu, 2011
  - Aphroptera Bolívar, 1902
  - Astathomima Karny, 1929
  - Austrodontura Fontana & Buzzetti, 2004
  - Balneum Piza, 1967
  - Baryprostha Karsch, 1891
  - Bertius Piza, 1974
  - Bongeia Sjöstedt, 1902
  - Brinckiella Chopard, 1955
  - Brycoptera Ragge, 1981
  - Bueacola Sjöstedt, 1912
  - Chinensis Özdikmen, 2009
  - Choirorhynchus Piza, 1974
  - Conversifastigia Liu & Kang, 2008
  - Corycomima Karsch, 1896
  - Diastellidea Bolívar, 1902
  - Dicranopsyra Dohrn, 1892
  - Dithela Karsch, 1890
  - Ectomoptera Ragge, 1980
  - Elbeniopsis Dohrn, 1906
  - Enochletica Karsch, 1896
  - Enthephippion Bruner, 1915
  - Ephippitythoidea Tepper, 1892
  - Eulioptera Ragge, 1956
  - Eulophophyllum Hebard, 1922
  - Euryastes Ragge, 1980
  - Euxenica Bruner, 1915
  - Execholyrus Henry, 1940
  - Gabonella Uvarov, 1940
  - Gatunella Uvarov, 1940
  - Gelatopoiidion Zacher, 1909
  - Goetia Karsch, 1891
  - Gregoryella Uvarov, 1925
  - Harposcepa Karsch, 1896
  - Indogneta Ingrisch & Shishodia, 2000
  - Itokiia Sjöstedt, 1902
  - Ivensia Bolívar, 1890
  - Japygophana Carl, 1921
  - Kevaniella Chopard, 1954
  - Khaoyaiana Ingrisch, 1990
  - Ladnea Walker, 1869
  - Lunidia Hemp, 2010
  - Macedna Karsch, 1891
  - Mangomaloba Sjöstedt, 1902
  - Meruterrana Sjöstedt, 1912
  - Milititsa Burr, 1900
  - Miltinobates Sjöstedt, 1902
  - Mimoscudderia Carl, 1914
  - Myllocentrum Ragge, 1962
  - Natricia Walker, 1869
  - Nesoscirtella Carl, 1914
  - Niphella Bolívar, 1900
  - Oxyecous Chopard, 1936
  - Paracaedicia Brunner von Wattenwyl, 1891
  - Parapelerinus Liu & Kang, 2008
  - Paraphylloptera Carl, 1914
  - Parapolichne Bolívar, 1902
  - Phaneropterella Piza, 1977
  - Phaneroptila Uvarov, 1957
  - Physocorypha Karsch, 1896
  - Platycaedicia Hebard, 1922
  - Platylyra Scudder, 1898
  - Polygamus Carl, 1914
  - Procaedicia Bolívar, 1902
  - Pronomapyga Rehn, 1914
  - Pseudomacedna Liu, 2014
  - Puerula Bolívar, 1906
  - Qinlingea Liu & Kang, 2007
  - Raggeiella Cadena-Castañeda, 2015
  - Raggophyllum Nickle, 1967
  - Sanabria Walker, 1869
  - Scolocerca Ragge, 1980
  - Semicarinata Liu & Kang, 2007
  - Sikoriella Carl, 1914
  - Stenamblyphyllum Karsch, 1896
  - Stylomolpa Karny, 1926
  - Sympaestroides Willemse, 1942
  - Tamdaopteron Gorochov, 2005
  - Trachyzulpha Dohrn, 1892
  - Tropidonotacris Chopard, 1954
  - Xenodoxus Carl, 1914